# Les Fées cloches

Les Fées cloches est une série à sketchs comique de 6 minutes créée par Coralie Fargeat et Anne-Élisabeth Blateau, réalisée par Coralie Fargeat et Xavier Pujade-Lauraine et diffusée sur TF1 depuis le 9 janvier 2008 dans le cadre des programmes pour la jeunesse TFou. Elle s'est arrêtée en novembre 2014
.

## Synopsis
Deux fées jumelles, farfelues et complètement cloches, catapultées sur terre en ce XXIe siècle et qui ont l'art d'enchaîner les catastrophes en voulant bien faire.

## Distribution
- Coralie Fargeat : Pata
- Anne-Élisabeth Blateau : Jo
- Marie-Laure Descoureaux : Fée Nadine
- Laurie Marzougui : Fée Sophie

## Fiche technique
- Création et scénarios : Coralie Fargeat et Anne-Élisabeth Blateau
- Réalisation : Coralie Fargeat
- Société de production : Big Nose
- Pays de production :  France
- Langue originale : français
- Genre : comédie

## Commentaires
La série, qui connaît le succès en France et à l'international[réf. nécessaire], est produite par Big Nose, une maison de production ayant déjà à son actif la série Samantha, oups ! diffusée depuis 2004 sur France 2.